# Ricardo dos Santos
Ricardo dos Santos (Palhoça, 23 de mayo de 1990 – São José (Santa Catarina), 20 de enero de 2015) fue un surfista brasileño. Dos Santos llegó a los cuartos de final del 2012 Billabong Pro en Tahití derrotando entre otros a Kelly Slater. En el mencionado torneo tahitiano también se le entregó el premio Andy Irons, otorgado al competidor más competitivo del evento. En su carrera llegó al puesto 65 del ranking QS de la Association of Surfing Professionals  en 2011.
Dos Santos fue tiroeteado el 20 de enero de 2015, por un oficial de policía fuera de servicio fuera de su casa en el sur de Brasil cerca de la ciudad de Florianópolis. Tenía 24 años. El agente implicado en su muerte fue condenado a 22 años de prisión. En el informe se comprobó que a Dos Santos le habían disparado por la espalda. Más de un millar de personas fueron al funeral del surfista.